# Theodórosz (építész)
Theodórosz az I. e. 7. században élő görög építész, szobrász és gemmavéső volt.

## Munkássága
Theodórosz Számoszon született, I. e. 630-600 között tevékenykedett. Rhoikosszal együtt építette a számoszi Héra templomot, amelyről Hérodotosz azt írta A görög-perzsa háború című könyvében, hogy nála „hatalmasabbat életemben sem láttam”. Híres alkotásai közé tartozik Polükratész gyűrűje, amelyet szintén Hérodotosz írt leː „Volt neki egy aranyba foglalt smaragd pecsétgyűrűje, Téleklész fia, a számoszi Theodórosz remekműve”.